# Pühatu
Pühatu – wieś w Estonii, prowincji Rapla, w gminie Raikküla.